# Kiribati na Letnich Igrzyskach Olimpijskich 2004
Podczas Letnich Igrzysk Olimpijskich w Atenach w 2004 roku Kiribati reprezentowało trzech sportowców (jedna kobieta i dwóch mężczyzn).
Występ na tych igrzyskach był debiutem reprezentacji Kiribati.

## Reprezentanci

### Lekkoatletyka
Kobiety
- Kaitinano Mwemweata
  - Bieg na 100 m – odpadła w eliminacjach (z czasem 13,07 s została sklasyfikowana na 85. miejscu)

Mężczyźni
- Kakianako Nariki
  - Bieg na 100 m – odpadł w eliminacjach (z czasem 11,62 s został sklasyfikowany na 78. miejscu)

### Podnoszenie ciężarów
Mężczyźni
- Meamea Thomas
  - Kategoria do 85 kg – 292,5 kg (13. miejsce)